# Lapp-Nilsmedaljen
Lapp-Nilsmedaljen är ett musikpris som delas ut till folkmusiker sedan 1958. Priset är uppkallat efter spelmannen Lapp-Nils och delas ut av Jämtland/Härjedalens spelmansförbund.

## Pristagare
- 1958 – Bengt Bixo, Arvid Brännlund, Göran Olsson-Föllinger, Anders Heljeback, Erik Nilsson i Mattmar, Erik M. Näslund, Anders Moberg och Olof Olsson[1]
- 1962 – Walfrid Zeidlitz[1]
- 1966 – Lennart Björkqvist[1]
- 1970 – Ragnar Bohman[1]
- 1971 – Fridolf Andersson, Helmer Bäckman, Ante Falk, Olle Falk, Fritjof Mesch, Erik Nilsson i Ås och Gunnar Westling[1]
- 1973 – Leon Andersson, Karl-Johan Brännlund och Ola Henriksson[1]
- 1976 – Jonas Jonsson och Alfred Rönnqvist[1]
- 1978 – Lennart Olsson[1]
- 1979 – Ruth Johansson och Ola Jonasson[1]
- 1980 – Karl Eriksson och Algot Wallenhed[1]
- 1982 – John-Erik Mattsson och Sven Rydh[1]
- 1989 – Andreas Nilsson och Ville Roempke[1]
- 1991 – Ando Thomasson och Arthur Nestler[1]
- 1995 – Gun Rickardsson, Jonas Jonasson, Folke Starkman och Erik J. Bergström[1]

- 1998 – Östen Brännlund, Rickard Näslin, Erik Englund och John Ingerhed[1]
- 1999 – Oskar Olofsson och Hans Runsten[1]
- 2000 – Nils-Axel Didriksson och Yngve Göransson[1]
- 2001 – Edvard Larsson[1]
- 2002 – Håkan Roos[1]
- 2003 – Ulf Andersson och Mats Andersson[1]
- 2005 – John Forslund och Anders Jonsson[1]
- 2006 – Olle Simonsson[1]
- 2007 – Christina Eketorp Cochrane[1]
- 2008 – Calle Hernmarck[1]
- 2009 – Lasse Sörlin[1]
- 2010 – John-Erik Hammarberg[1]
- 2011 – Kjell-Erik Eriksson[1]
- 2012 – Gunnar Stenmark[1]
- 2013 – Louise Kritschewsky och Emma Härdelin[1]
- 2014 – Lennart Sohlman och Yvonne Sohlman[1]
- 2015 – Folke Lindqvist[1]
- 2016 – Ylva Norrman och Ulla Wessling[1]
- 2017 – Peter Roos och Anders Wedlund[1]
- 2018 – Carin Nordenberg[1]
- 2019 – Inger Karlholm[1]
- 2021 – Göran Andersson[1]
- 2022 – Gunnel Lundholm
- 2023 – Åke Bengtzon
- 2024 - Anders Thunell och Greger Brändström